# Bob az 1924. évi téli olimpiai játékokon
Az 1924. évi téli olimpiai játékokon a bob versenyszámát Chamonix-ban, a La Piste de Bobsleigh des Pellerins bobpályán rendezték meg február 2-án és 3-án. Négy- és ötfős csapatok egyaránt indultak a bobfutamokon.

## Éremtáblázat
(Az egyes számoszlopok legmagasabb értéke vagy értékei vastagítással kiemelve.)
| Az 1924. évi téli olimpiai játékok éremtáblázata bobban | Az 1924. évi téli olimpiai játékok éremtáblázata bobban | Az 1924. évi téli olimpiai játékok éremtáblázata bobban | Az 1924. évi téli olimpiai játékok éremtáblázata bobban | Az 1924. évi téli olimpiai játékok éremtáblázata bobban | Olimpia  |
| ------------------------------------------------------- | ------------------------------------------------------- | ------------------------------------------------------- | ------------------------------------------------------- | ------------------------------------------------------- | -------- |
|                                                         | Ország                                                  | Arany                                                   | Ezüst                                                   | Bronz                                                   | Összesen |
| 1.                                                      | Svájc (SUI)                                             | 1                                                       | 0                                                       | 0                                                       | 1        |
|                                                         |                                                         |                                                         |                                                         |                                                         |          |
| 2.                                                      | Nagy-Britannia (GBR)                                    | 0                                                       | 1                                                       | 0                                                       | 1        |
|                                                         |                                                         |                                                         |                                                         |                                                         |          |
| 3.                                                      | Belgium (BEL)                                           | 0                                                       | 0                                                       | 1                                                       | 1        |
|                                                         |                                                         |                                                         |                                                         |                                                         |          |
| Összesen                                                | Összesen                                                | 1                                                       | 1                                                       | 1                                                       | 3        |

## Részt vevő nemzetek
A versenyeken 5 nemzet 39 versenyzője vett részt, összesen 9 csapat indult. Franciaország, Nagy-Britannia, Olaszország és Svájc két csapatot is indított.
- Belgium (BEL) (5)
- Franciaország (FRA) (8)
- Nagy-Britannia (GBR) (8)
- Olaszország (ITA) (10)
- Svájc (SUI) (8)

## Eredmények
A versenyszám négy futamból állt. A négy futam összesített eredménye határozta meg a végső sorrendet. Az időeredmények másodpercben értendők. A futamok legjobb időeredményei vastagbetűvel olvashatóak.
| Helyezés | Csapat | 1. futam | 2. futam | 3. futam | 4. futam | Összesítés |
| -------- | --- | -------- | -------- | -------- | -------- | ---------- |
| Arany    | Svájc-1 · Eduard Scherrer · Alfred Neveu · Alfred Schläppi · Heinrich Schläppi                                               | 1:27,39  | 1:26,60  | 1:25,02  | 1:26,53  | 5:45,54    |
| Ezüst    | Nagy-Britannia-2 · Ralph Broome · Thomas Arnold · Alexander Richardson · Rodney Soher                                        | 1:28,73  | 1:28,67  | 1:25,76  | 1:25,67  | 5:48,83    |
| Bronz    | Belgium-1 · Charles Mulder · René Mortiaux · Paul Van den Broeck · Victor Verschueren · és Henri Willems                     | 1:29,89  | 1:34,22  | 1:29,98  | 1:28,20  | 6:02,29    |
| 4.       | Franciaország-2 · André Berg · Henri Aldebert · Georges André · Jean de Suarez d'Aulan                                       | 1:39,35  | 1:34,99  | 1:36,68  | 1:31,93  | 6:22,95    |
| 5.       | Nagy-Britannia-1 · William Horton · Archibald Crabbe · Gerard Fairlie · George Pim                                           | 1:42,33  | 1:41,28  | 1:38,58  | 1:38,52  | 6:40,71    |
| 6.       | Olaszország-1 · Lodovico Obexer · Massimo Fink · Paolo Herbert · Giuseppe Steiner · és Alois Trenker                         | 1:53,00  | 1:49,69  | 1:48,73  | 1:43,99  | 7:15,41    |
| –        | Franciaország-1 · Étienne Legrand · Gabriel Izard · Jacques Jany · François Legrand                                          | 4:29,01  | –        | 2:00,79  | 1:56,58  | –          |
| –        | Olaszország-2 · Luigi Tornielli di Borgolavezzaro · Adolfo Bocchi · Leonardo Bonzi · Alfredo Spasciani · és Alberto Visconti | 4:08,44  | –        | –        | –        | –          |
| –        | Svájc-2 · Charles Stoffel · Alois Faigle · Anton Guldener · Edmond Laroche                                                   | 5:38,00  | –        | –        | –        | –          |